# The Country Gentleman
The Country Gentleman (1852-1955) fue una revista agrícola estadounidense fundada en 1852 en Albany, Nueva York, por Luther Tucker.
Dado que el fundador, Luther Tucker, fundó The Genesee Farmer en 1831, que se fusionó con The Cultivator, que se fusionó con The Country Gentleman, se ha afirmado que era tan antiguo como The Genesee Farmer.

La sección agrícola se ocupaba de agronomía, ganadería, maquinaria y reuniones de sociedades agrícolas; para los jardineros hubo consejos sobre métodos e información sobre nuevas variedades de vegetales y frutas... El Departamento de la Charla fogonera contenía lecturas entretenidas, incluidos extractos de nuevos libros, y una columna de Hora libre de poesía seleccionada.

La revista fue comprada por Curtis Publishing Company, con sede en Filadelfia, en 1911. Curtis redirigió la revista para abordar el lado comercial de la agricultura, que fue ignorado en gran medida por las revistas agrícolas de la época. En 1955, The Country Gentleman era la segunda revista agrícola más popular de los Estados Unidos, con una tirada de 2 870 380. Ese año fue comprada y fusionada con Farm Journal, una revista agrícola con una circulación un poco mayor.